# Zapasy na Igrzyskach Ameryki Środkowej 2017
Turniej w ramach Igrzysk – Managua w 2017 rozegrano w dniach 3 – 5 grudnia na terenie kompleksu Polideportivo España 1.

## Tabela medalowa
Gospodarz zawodów został zaznaczony kolorem.
| Poz.  | Państwo   |    |    |    | Łącznie |
| ----- | --------- | -- | -- | -- | ------- |
| 1.    | Honduras  | 9  | 3  | 3  | 15      |
| 2.    | Panama    | 4  | 2  | 4  | 10      |
| 3.    | Nikaragua | 2  | 9  | 3  | 14      |
| 4.    | Salwador  | 2  | 1  | 8  | 11      |
| 5.    | Gwatemala | 1  | 3  | 8  | 12      |
| Razem | Razem     | 18 | 18 | 26 | 62      |

## Wyniki

### W stylu klasycznym
| Waga   | złoty          | srebrny          | brązowy           | brązowy                      |
| ------ | -------------- | ---------------- | ----------------- | ---------------------------- |
| 59 kg  | Jorge González | Alberto Mendieta | Juan Rodríguez    | Julio Maldonado              |
| 66 kg  | Jefrin Mejía   | David Choc       | Christopher Reyes | Víctor Alfonso López Miranda |
| 75 kg  | Alvis Almendra | Luis Barrios     | Wilmer Martínez   | William Moreno               |
| 85 kg  | Elton Brown    | José González    | Gino Ávila        | Héctor Melgar                |
| 96 kg  | Kevin Mejía    | Léster Henríquez | Eric Ramos        | ----                         |
| 130 kg | Randy Lambert  | Kempton Aparicio | José Erazo        | José Rodrigo Díaz Ponciano   |

### W stylu wolnym
| Waga   | złoty          | srebrny          | brązowy                        | brązowy                          |
| ------ | -------------- | ---------------- | ------------------------------ | -------------------------------- |
| 57 kg  | Cristian Mox   | Erick Romero     | Brandon Escobar                | David Pinilla                    |
| 65 kg  | Luis Portillo  | Alberto Mendieta | David Brooks                   | Wilson Antonio Pérez Castellanos |
| 74 kg  | Luis Barrios   | Marvin Miranda   | Germán Eduardo Rodríguez Pinda | Wilmer Martínez                  |
| 86 kg  | Gino Ávila     | Yadir Cerda      | Juan Francisco Arreola Mujia   | ----                             |
| 97 kg  | Kevin Mejía    | José González    | ----                           | ----                             |
| 125 kg | Rodolfo Waithe | Randy Lambert    | José Erazo                     | José Rodrigo Díaz Ponciano       |

### W stylu wolnymkobiet
| Waga  | złoty              | srebrny           | brązowy                             |
| ----- | ------------------ | ----------------- | ----------------------------------- |
| 48 kg | Fátima Ramos       | Leisy Mena        | Myreliss Eysseric Jennifer González |
| 53 kg | Brenda Bailey      | Ceymar Castillo   | Carolina María Ochoa Meléndez       |
| 58 kg | Estefanny Aguilera | Dayana Rodríguez  | Meybi Ramírez                       |
| 63 kg | Judith Sierra      | Emily Sánchez     | ----                                |
| 69 kg | Saidy Chávez       | Hetzel Alguera    | Graciel Cruz Graciela Martínez      |
| 75 kg | Arleth Jarquín     | Josselyn Portillo | ----                                |